# يان أندرسون (ممثلة)
يان أندرسون (بالإنجليزية: Jan Anderson)‏ هي ممثلة بريطانية، ولدت في 17 يونيو 1974 في بورثكاول ‏ في المملكة المتحدة.

## وصلات خارجية
- يان أندرسون (ممثلة) على موقع IMDb (الإنجليزية)
- يان أندرسون (ممثلة) على موقع قاعدة بيانات الفيلم (الإنجليزية)